# Scott Vernon
Scott Vernon (Manchester, 13 dicembre 1983) è un ex calciatore inglese, di ruolo attaccante.

## Carriera

### Club
Ha segnato circa 100 gol in carriera, giocando tra la seconda e la quarta divisione inglese e per quattro anni in Scozia, durante i quali ha vinto una Coppa di Lega.

## Palmarès

### Competizioni nazionali
- Scottish League Cup: 1

Aberdeen: 2013-2014